# Josefov (Karlovy Vary)
Josefov (in tedesco Josefsdorf) è un comune della Repubblica Ceca facente parte del distretto di Sokolov, nella regione di Karlovy Vary. L'abitato di Josefov dista circa 7km dal suo capoluogo Sokolov.
La prima menzione scritta riguardo al paese nelle cronache locali risale al 1833.
Il comune di Josefov è diviso in 4 centri abitati: (tra parentesi il nome tedesco in uso fino al 1945)
- Josefov
- Hřebeny (Hartenberg)
- Luh nad Svatavou (Werth)
- Radvanov (Robesgrün)